# La cucaracha
La cucaracha (in spagnolo "Lo scarafaggio") è una canzone tradizionale  della musica folk messicana, che divenne popolare dopo la rivoluzione messicana.
Secondo una versione che si narra sulle sue origini, il titolo si riferirebbe all'automobile del generale Pancho Villa, che spesso era rotta e si era guadagnata, da parte delle sue truppe, il nomignolo la cucaracha.

## Le origini
Le origini della Cucaracha sono sconosciute, ma si sa che era già molto popolare durante la Rivoluzione messicana agli inizi del XX secolo. Allo stesso tempo, però, la canzone è menzionata nel 1883, ma vi è anche la possibilità che risalga al 1818. Altre congetture ne indicherebbero un'origine spagnola, anche se non ci sono prove a favore di questa ipotesi, in quanto non c'è traccia della canzone in altri paesi dell'America Latina.

## Testo e melodia
Il testo consiste in strofe indipendenti, spesso improvvisate. Una tipica strofa è:
Ya no puede caminar

Porque no tiene, porque le falta

Marihuana que fumar.»
Non riesce a camminar

Perché non ha, perché gli manca

Marijuana da fumar»
Il riferimento alla marijuana nacque in quel periodo (all'incirca quello della Rivoluzione Messicana) in cui la parola cucaracha era anche un termine per definire in gergo la marijuana o uno spinello.
Nei contesti nei quali un riferimento alla marijuana sarebbe inopportuno, limonada que tomar ("limonata da bere") o las patitas de atrás' ("le zampette posteriori") sono di frequente sostituite all'ultimo verso. Ciò preserva la storia e, nella versione spagnola, il metro.
Un altro esempio è:
Ya no puede caminar

Porque no tiene, porque le falta

La patita principal.»
Non riesce a camminar

Perché non ha, perché gli manca

La zampetta principal»
Molte versioni sono di fatto un gruppo di versi senza senso o riguardanti l'amore:
Y esta una no lo quiere,

Es lo mismo como si un calvo

En calle encuentre un peine.»
ma quest'ultima non lo ama

è come un uomo calvo

che trova un pettine per strada.»
Se llamaba Doña Clara,

Y si no había muerto

Es probable se llamara.»
si chiamava Doña Clara

e se non è morta

probabilmente è come verrà chiamata.»
Durante la rivoluzione messicana, i ribelli e le forze governative realizzarono testi politici. In alcune versioni, lo scarafaggio è il presidente Victoriano Huerta, noto alcolizzato e considerato un criminale e un traditore a causa del suo coinvolgimento nella morte del presidente rivoluzionario Francisco Madero. Le strofe potevano contenere i versi:
En el sur viva Zapata

Lo que quiero es venganza

Por la muerte de Madero»
Nel sud lunga vita a Zapata

Ciò che desidero è la vendetta

Per la morte di Madero.»
Una versione diversa fa risalire l'appellativo alla carrozza di Pancho Villa che si rompeva sistematicamente nei viaggi senza fine nel deserto del nord-est. Così la truppa affibbiò il nomignolo La Cucaracha alla carrozza e il verso ya no puede caminar riguarda appunto la carrozza che non poteva proseguire oltre.
Nel libro di Francisco Rodríguez Marín Cantos populares españoles (Canti popolari spagnoli), pubblicato nel 1883, l'autore trascrive alcuni versi che hanno a che fare con la guerra di reconquista contro i Mori in Spagna: 	
tengo que hacer una escoba,

para que barra el cuartel

la infantería española.»
dovrò fare una scopa

per spazzar l'accampamento

della fanteria spagnola»

## Significato della canzone
Ci sono diversi significati de La cucaracha, tante quante le sue versioni esistenti. Lo stesso può essere detto per la stessa parola. La parola si può riferire all'insetto però ugualmente si può utilizzare nei confronti di una persona associata in qualche modo a uno scarafaggio. È stato utilizzato anche nel gergo come termine per indicare lo spinello di marijuana così come, sempre nel gergo, lo si utilizzava per definire un veicolo senza ruote.
Una storia relativa all'uso gergale del termine per indicare un particolare veicolo riguarda Pancho Villa. Si dice che Pancho Villa andasse in giro con le sue guardie del corpo in un'automobile Dodge Roadster, con le mani e i piedi a penzoloni fuori dal finestrino, tanto da sembrare, appunto, uno scarafaggio. L'auto è visibile al museo di Pancho Villa nella città di Chihuahua, capitale dell'omonima regione del Messico. Il veicolo presenta i buchi dei proiettili che uccisero Pancho Villa nel 1923.

## Alcuni interpreti della canzone
- Louis Armstrong (1935)
- Anacleto Rossi
- Bill Haley & His Comets (1966) - ne La Cucaracha a Go-Go
- Doug Sahm
- James Last (1999)
- Les Négresses Vertes
- Milva
- Pérez Prado
- Charlie Parker
- Gabriella Ferri nell'album Remedios del 1974
- James Last
- Jhonny Alvino
- Inti Illimani
- Gipsy Kings
- Tino Rossi
- Lila Downs
- Los Los nell'album Viva Los los del 2005